# Râul Izvorul Muntenilor
Râul Izvorul Muntenilor este unul din cele două brațe care formează Râul Valea lui Iacob. 

## Hărți
- Harta județului Sibiu
- Harta munții Lotrului  Arhivat în 6 mai 2008, la Wayback Machine.